# 5438 Lorre
5438 Lorre è un asteroide della fascia principale. Scoperto nel 1990, presenta un'orbita caratterizzata da un semiasse maggiore pari a 2,7481017 UA e da un'eccentricità di 0,2738270, inclinata di 26,55496° rispetto all'eclittica.